# Jan Ferdynand Tkaczyk
Jan Ferdynand Tkaczyk (ur. 19 czerwca 1925 w Radomiu, zm. 31 stycznia 2008 w Warszawie) – polski pedagog muzyczny, dyrygent i kierownik artystyczny Zespołu Pieśni i Tańca Politechniki Warszawskiej.
Absolwent Wyższej Szkoły Muzycznej w Warszawie. W latach 50. XX wieku był członkiem Chórku Polskiego Radia, w czasie swojej kariery muzycznej był przez niemalże 40 lat związany z Filharmonią Narodową. Od momentu powstania w 1951 r., do momentu swojej śmierci związany był z Zespołem Pieśni i Tańca Politechniki Warszawskiej, którego był instruktorem muzycznym, dyrygentem i kierownikiem artystycznym. Na potrzeby zespołu opracował większość wykonywanych przez niego suit i piosenek. Jako dyrygent współpracował również z  Dziecięcym Chórem Chłopięcym "Lutnia" i Chórem Vars Cantabile im. Arkadiusza Janaszka.
Pochowany 8 lutego 2008 r., na starym cmentarzu na Służewie przy ul. Fosy w Warszawie.